# Railvac Fatra 17000
Вакуумний навантажувач баласту «Railvac Fatra 17000» — машина, призначена для всмоктування різноманітних матеріалів та речовин з колії та штучних споруд за допомогою вакууму.
Вакуумний навантажувач баласту здатний завантажувати щебеневий баласт, каміння фракції до 220 мм, пісок, болото і т. ін. з подальшим вивантаженням у вагони спеціального рухомого складу.
В робочому режимі виконує функції: очищення залізничних колій від вихлюпів та осадів насипних матеріалів; прибирання і навантаження у власний бункер засміченого щебеню на стрілкових переводах, станційних та головних коліях на глибину до 600 мм від РГР; прибирання засмічувачів з поверхні баластної призми на залізничних мостах і тунелях, на естакадах по очищенню водопровідних пристроїв; прибирання та навантаження у власних бункер наносів при очищенні труб, лотків, водобійних колодязів, кюветів; нарізання траншеї для дренажних труб; виконання підготовчих робіт перед застосуванням щебнеочисних машин типу RM-80 UKR.
Виробник: Фірма «KOMPEL», Словаччина

## Технічна характеристика
| Характеристика                                 | Числа       |
| ---------------------------------------------- | ----------- |
| Габаритні розміри довжина по осі автозчеплення | 24,5м       |
| Габаритні розміри висоти                       | 4,6м        |
| Габаритні розміри ширини                       | 2,97м       |
| Діаметр коліс                                  | 950мм       |
| Кількість обслуговчого персоналу               | 3 машиністи |
| Максимальний ухил при роботі                   |             |
| Місткість накопичувального конвеєра            | 25 куб.м    |
| Маса машини                                    | 82 т        |